# Entitat de població
|  | No s'ha de confondre amb Entitat singular de població, Entitat col·lectiva de població, o Nucli de població. |

El terme entitat de població és un hiperònim, o nom genèric, utilitzat algunes vegades en llenguatge administratiu per tal d'estalviar-se la complexitat que suposaria anomenar, sobretot en llistes i relacions, cada entitat de població amb el seu nom més adequat: Ciutat, vila, poble, llogarret o llogaret, veïnat, caseria, raval, localitat... Aquesta denominació genèrica no té cap mena de validesa administrativa, ja que no consta en cap llei territorial, però és realment útil en el cas que calgui esmentar alhora nuclis de població de categories diverses. Per això, qualsevol nucli de població, amb nom propi, que estigui físicament separat del nucli urbà del municipi a què pertany és de vegades anomenat d'aquesta manera.

## El Nomenclàtor de toponímia major
A Catalunya, el nomenclàtor geogràfic de toponímia major conté els topònims de les entitats de població, que es corresponen (en general) amb les entitats de població estadístiques, i que a més estableix quin nucli de població és el cap del municipi (sol voler dir que hi ha l'ajuntament corresponent).

## Entitats de població inframunicipals administratives
A nivell inferior al municipi, existeix el concepte de pedania, entitat local menor (entitat municipal descentralitzada o EMD, a Catalunya), que ha de tenir, entre altres coses, un alcalde pedani i un cert grau d'autogovern. El terme pedania procedeix de l'antiga administració, cosa que fa que sobretot les persones grans continuïn utilitzant aquest terme, encara que ha desaparegut del llenguatge oficial.
Així doncs, quan una entitat de població assoleix determinats criteris (grandària, presència d'indústria i/o comerços, serveis) pot esdevenir una Entitat Municipal Descentralitzada (EMD). A Catalunya, tot i que el nombre d'entitats de població és considerable, només 65 (octubre de 2023) són EMD.
A Catalunya, l'IDESCAT assigna un codi de 6 dígits als municipis, i un de 10 dígits a les Entitats Municipals descentralitzades.

## Entitats de població inframunicipal estadístiques
Des d'un punt de vista estadístic, a nivell inframunicipal l'INE i l'IDESCAT consideren Entitats Col·lectives de Població i Entitats Singulars de Població. De les primeres, a Catalunya, només hi ha 4 municipis que en tinguin. A més a més, les Entitats Singulars de Població tenen un o més nuclis i poden tenir un disseminat. Un Nucli de població és un territori més o menys delimitat que té una continuïtat urbanística espacialment manifesta, amb una vinculació molt estreta entre els edificis i vials que el formen. Si aquest nucli forma part de l'estadística poblacional, es tracta d'un nucli d'entitat singular de població.
Cada Entitat Col·lectiva de Població, Entitat Singular de Població i Nucli/Disseminat té un codi d'11 dígits (INE) o de 13 dígits (IDESCAT). En canvi els noms geogràfics no en tenen, de codi, encara que en el cas d'entitats de població es fan correspondre amb els equivalents estadístics.
En alguns casos, antics municipis que, per diversos motius (pèrdua de població, reorganització territorial, etc.) han perdut aquesta condició i han passat a dependre d'un altre municipi proper més gran són inclosos en la categoria d'entitats de població (Entitats Singulars de Població, per exemple Vilademires i a vegades Entitats Col·lectives de Població, per exemple Monells), tot i que per a ser més exactes, caldria veure de quin tipus d'entitat de població es tracta en cada cas. D'altres vegades, es tracta d'urbanitzacions, formades per segones residències que han anat esdevenint l'habitatge permanent dels seus propietaris.